# Frans Timmermans (beeldhouwer)

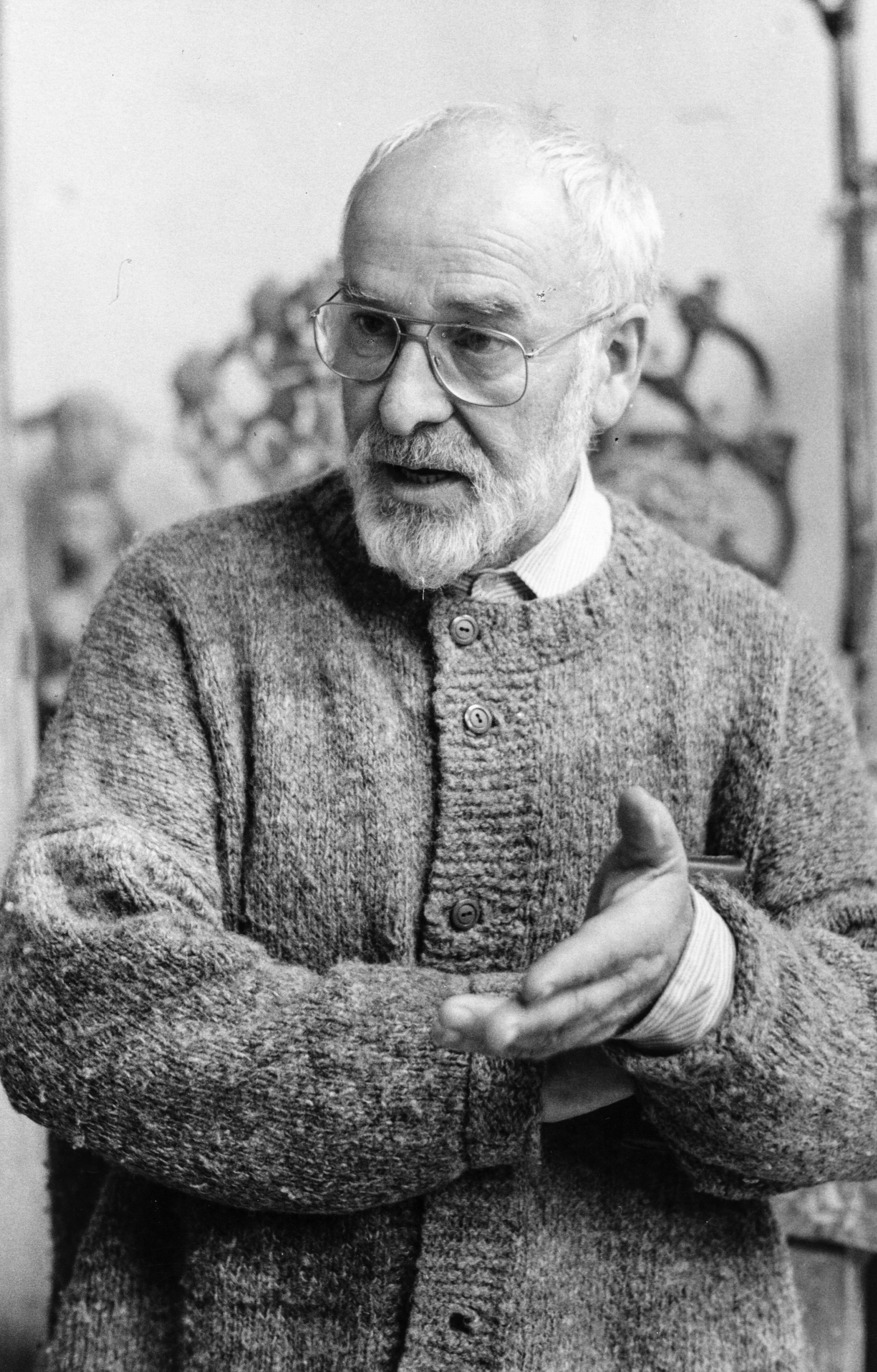

Frans Marie Timmermans (Arcen en Velden, 8 juni 1921 - Maastricht, 19 juli 2005) was een Nederlandse beeldhouwer.

## Leven en werk
Timmermans richtte zich met zijn beeldhouwwerk vooral op religieuze en figuurmotieven. Hij leverde een bijdrage aan vele kerkinterieurs in Limburg, onder andere in Heerlen, Maastricht (Sint Hubertuskerk in  Bosscherveld en de Heilig Hart van Jezus-Koepelkerk), Genhout (Hubertusbeeld van de St. Hubertus), Arcen, Vilt (Mariabeeld in de Mariakapel), Middelaar en Sittard.
De kunstenaar woonde en werkte in Valkenburg.

## Werken (selectie)

### Beek

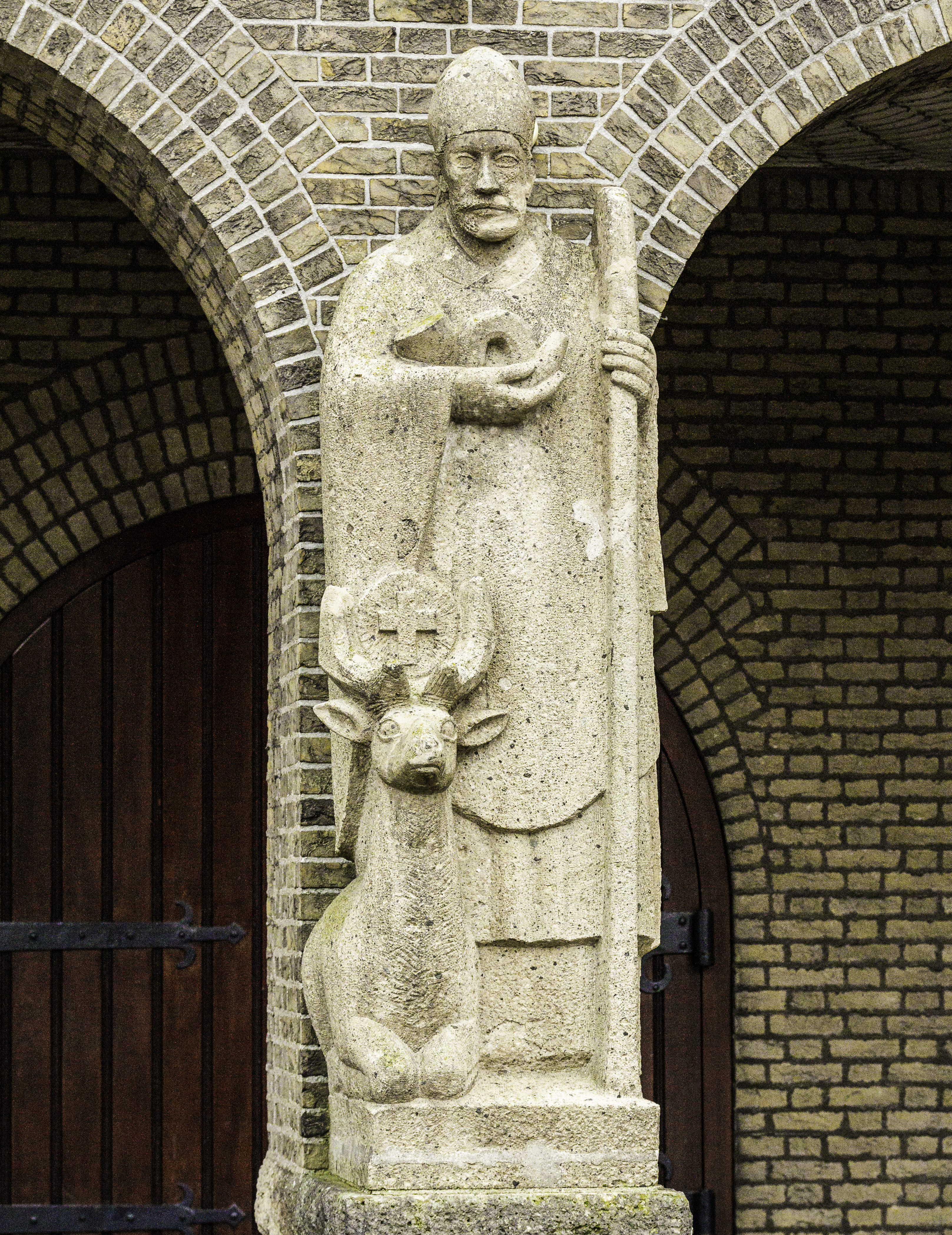
Oorlogsmonument Sint Hubertus (1955) - Hubertusstraat

### Heerlen

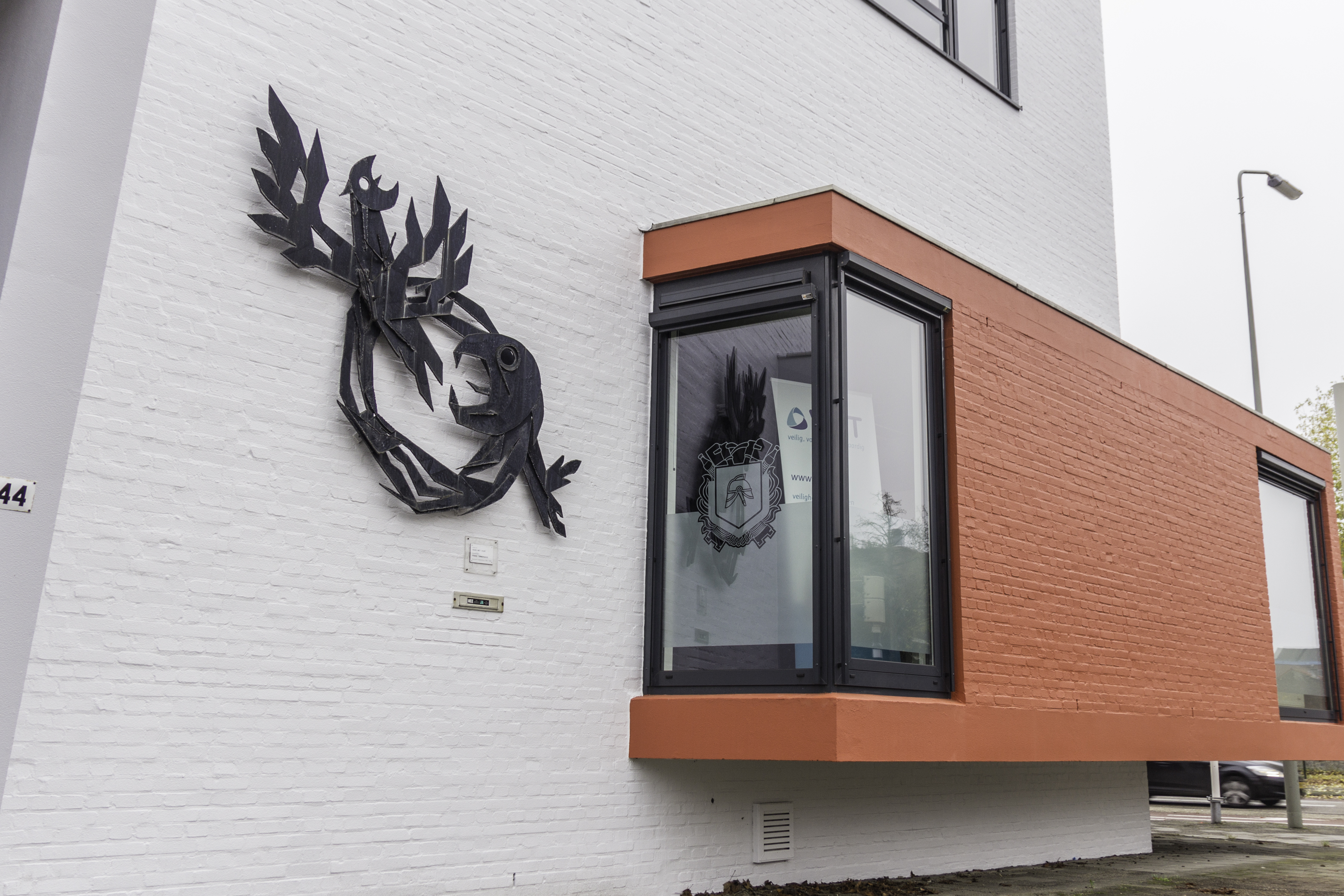
Brandweer kazerne Heerlen
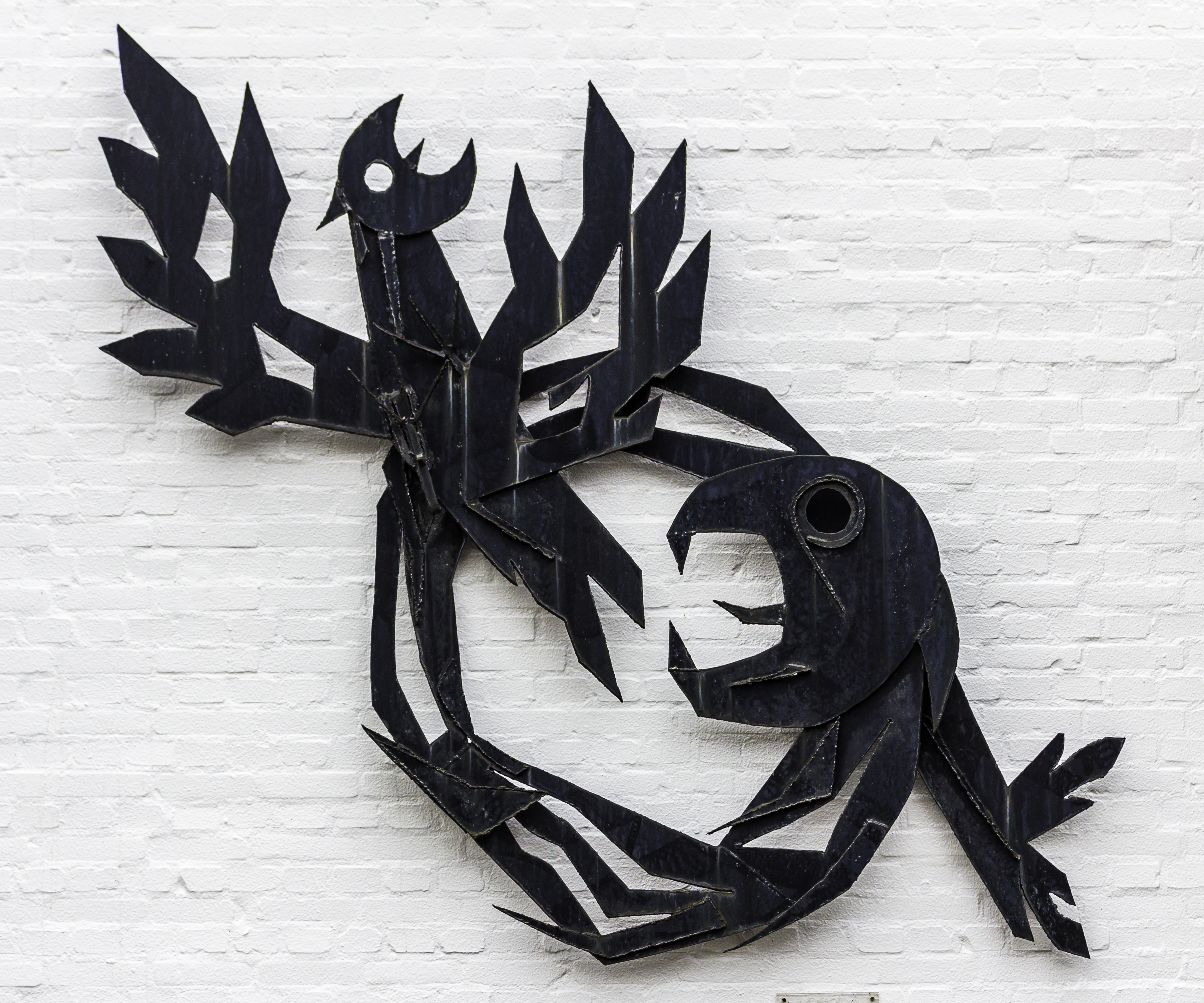

### Horst
- Prometheus (1963) - Gebroeder van Doornelaan (Dendron College)

### Kerkrade

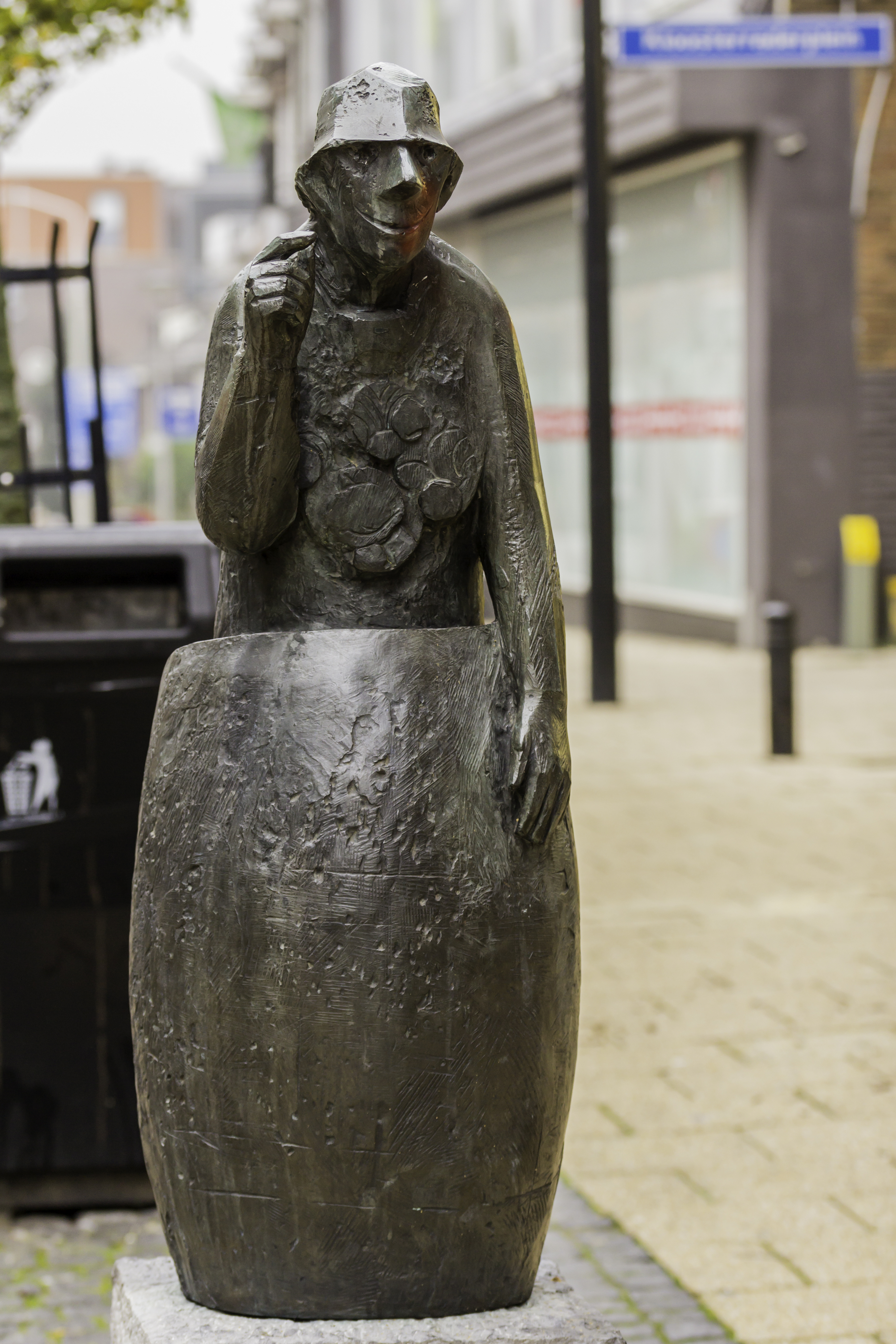
Buuttereedner (1979) - Niersprinkstraat

### Maastricht

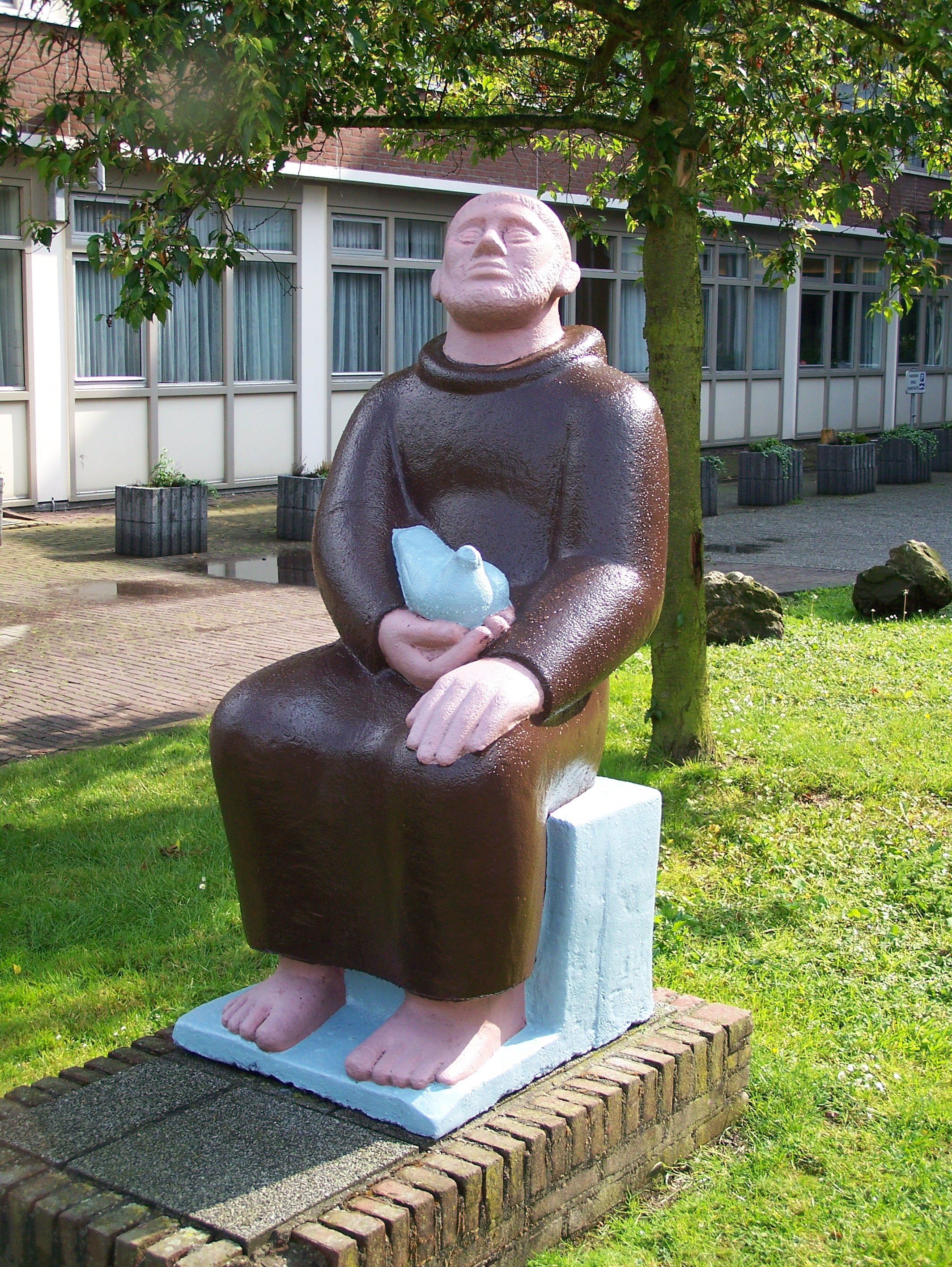
Monnik met duif, Maastricht

Monnik met duif - Polvertorenstraat (Verzorgingstehuis Klevarie)
- Reliëf (1965) - Bonnefantenstraat (conservatorium)

### Valkenburg aan de Geul

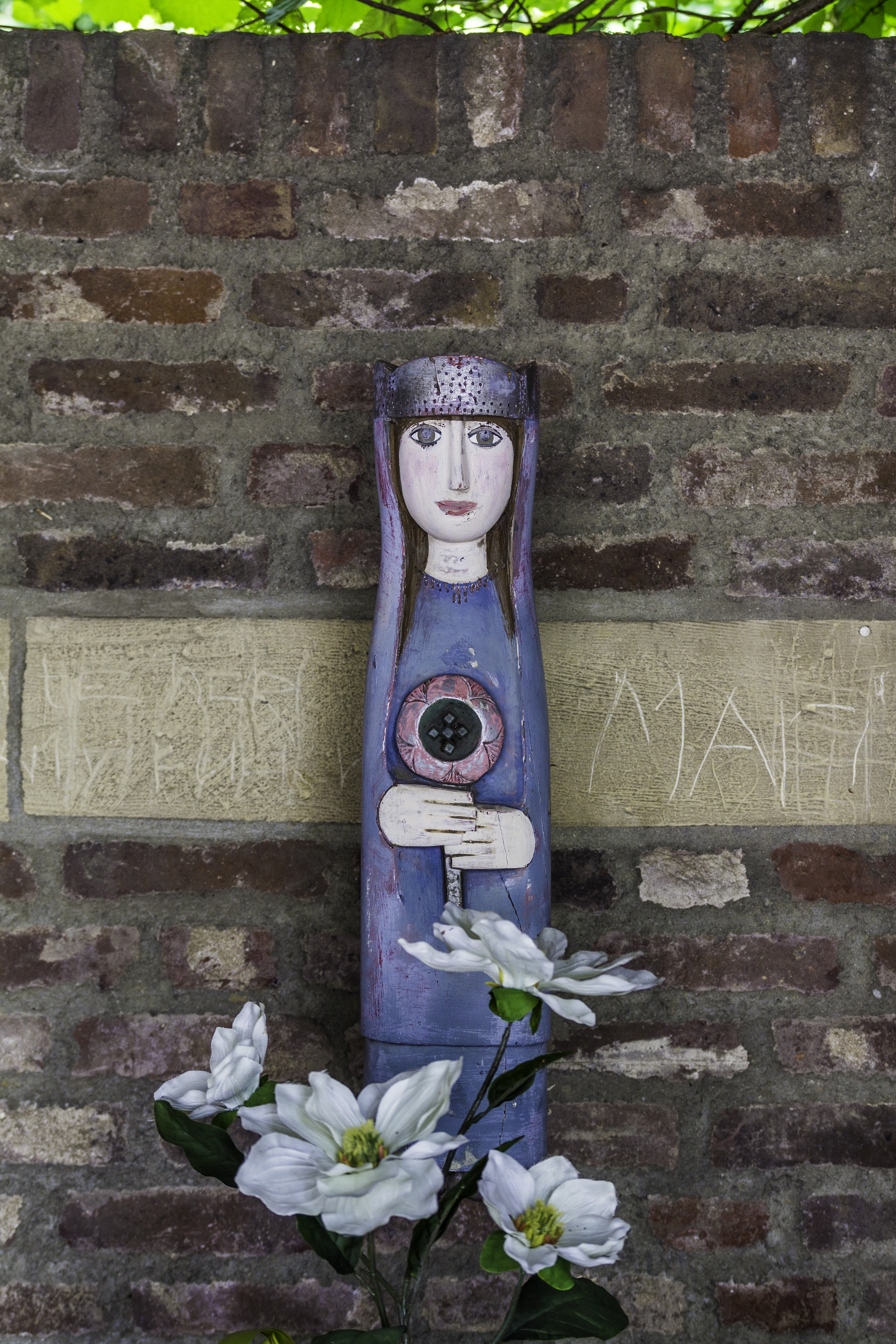
Mariabeeld (1970), kapel Rijksweg/Geulgracht in Vilt
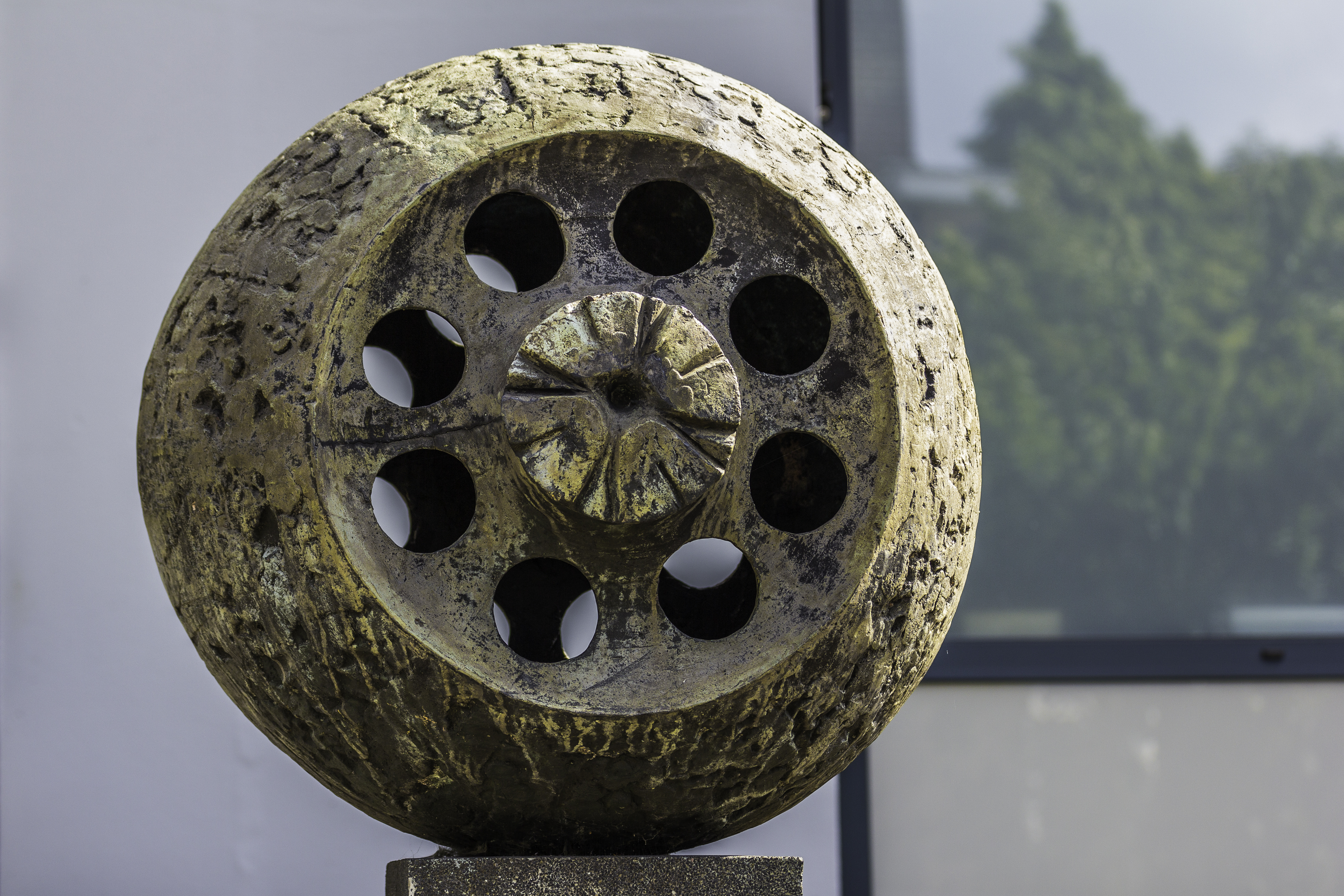
"Zaaddoos van een papaver", Geneindestraat. Tegenover het stadhuis.
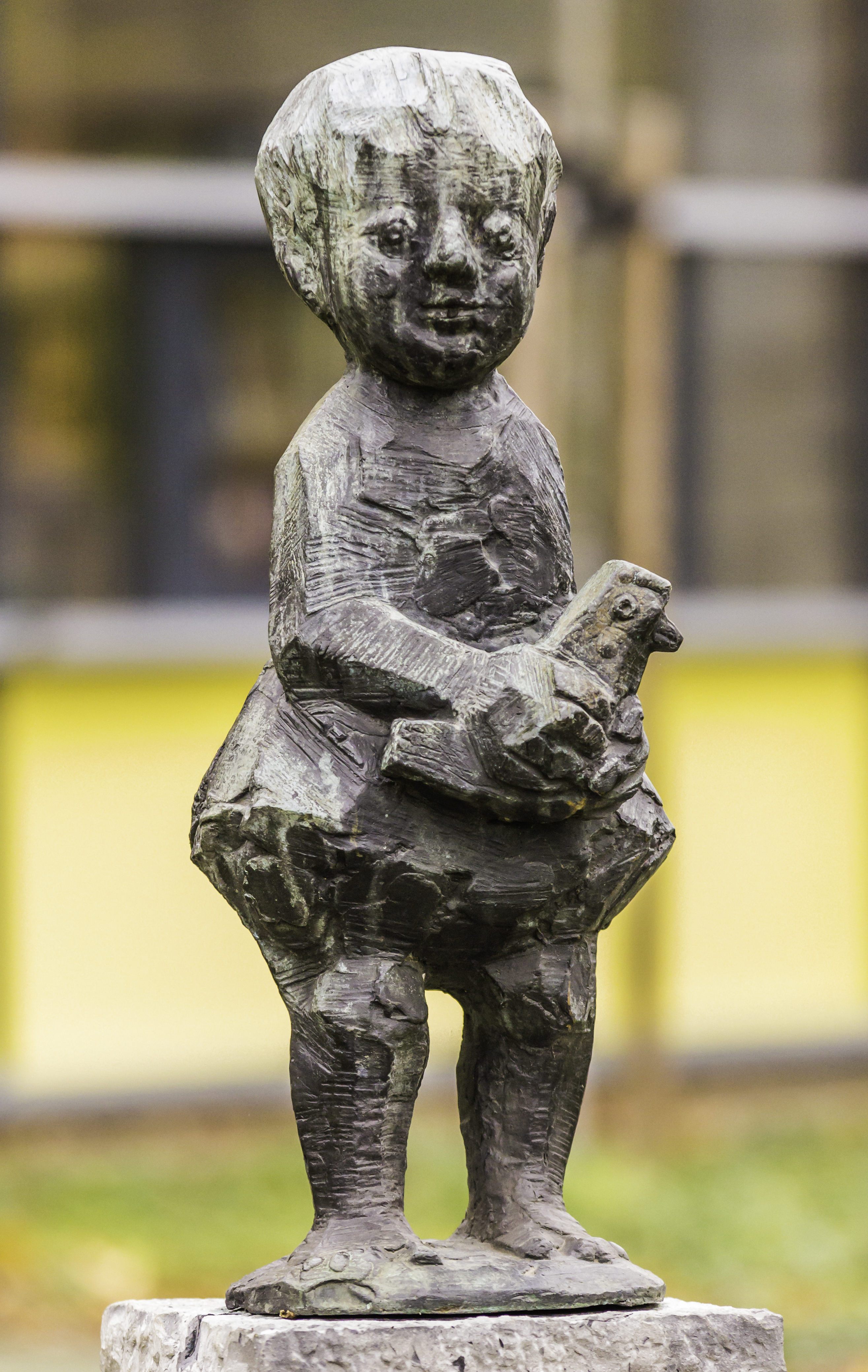
Jongetje met duif tegenover bibliotheek